# Pales tamilensis
Pales tamilensis är en tvåvingeart som beskrevs av Hiroshi Shima 1994. Pales tamilensis ingår i släktet Pales och familjen parasitflugor. Inga underarter finns listade i Catalogue of Life.